# Natzweiler-Struthof
Natzweiler-Struthof foi um campo de concentração nazista localizado nos Vosges, perto da vila alsaciana de Natzwiller (alemão: Natzweiler) e da cidade de Schirmeck, cerca de 50 km a sudoeste de Estrasburgo, na França. Foi o único campo nazista localizado no atual território francês. Na época, a área da Alsácia-Lorena onde se encontrava era administrado pela Alemanha e parte integral do Reich alemão.

## Operação
As operações no campo duraram entre 21 de abril de 1941 e o início de setembro de 1944, quando os prisioneiros e a guarda foram evacuados para Dachau. Depois de mais de três anos de funcionamento, estes prisioneiros sobreviventes foram obrigados a realizar uma Marcha da Morte até a Alemanha, enquanto uma pequena unidade de SS continuou a cuidar das operações restantes. Em 23 de novembro de 1944 ele foi o primeiro campo descoberto e liberado pelos Aliados na Europa Ocidental, ainda ocupado por este pequeno staff nazista, no mesmo dia em que atingiram Estrasburgo.
O número total de prisioneiros que por lá passaram nestes três anos atingiu 52 000, oriundos de diversos países, entre eles Polônia, União Soviética, Holanda, Noruega, Eslovênia e França. Ele foi estabelecido especialmente para receber os atingidos pelo Nacht und Nebel, o edito de Adolf Hitler de fins de 1941, especialmente integrantes dos movimentos de resistência. Estima-se que cerca de 22 000 morreram no campo e seus subcampos.
Ele possuía um crematório e uma câmara de gás improvisada, não usada para extermínios em massa; mesmo assim judeus foram mortos nela, na época em que Josef Kramer – futuro comandante e carrasco de milhões deles em Auschwitz – comandou o campo. Ciganos também foram gaseificados ali como cobaias para o teste de novos gases letais. Um total de 4 431 mortes foram documentadas,[carece de fontes?] causadas por trabalhos forçados extenuantes, experiências médicas, inanição e tratamento violento; entre os executados estavam quatro agentes do Special Operations Executive – SOE, o serviço de espionagem e sabotagem britânico criado por Winston Churchill durante a guerra: Sonya Olschanezky, Diana Rowden, Vera Leigh e Andrée Borrel, as quatro executadas no mesmo dia, 6 de julho  de 1944, com injeções letais de fenol.
Como o número de mulheres prisioneiras era pequeno, apenas sete guardas femininas SS trabalharam em Natzweiler-Struthof e 15 no complexo de subcampos adjacentes. Sua principal função era vigiar as prisioneiras trazidas para experiências médicas ou execuções; várias guardas também eram trazidas ao campo para treinamento, seguindo depois para outros campos no interior da Alemanha. Dois pilotos da RAF que participaram da Grande Escapada e foram mortos pela Gestapo foram cremados ali.

### A coleção de esqueletos judeus
Natzweiler-Struthof também produziu uma coleção de esqueletos de judeus especialmente assassinados para estudos de anatomia em institutos alemães. Ela foi composta de um grupo de 115 judeus escolhidos a dedo por suas notadas características raciais estereotipadas. Wolfram Sievers e Rudolf Brandt, dois oficiais da Ahnenerbe, uma organização de Estado nazista dedicada ao estudo da herança ancestral, eram os responsáveis por conseguir os esqueletos para o Instituto de Anatomia da Reichsuniversität Straßburg criada em 1940 e localizada na Alsácia. Em 1943, um total de 87 deles – 46 eram judeus gregos da cidade de Tessalônica – foi transferido de Auschwitz para lá, onde 86 foram mortos na câmara de gás e uma baleada por se recusar a entrar na câmara. Os corpos dos 57 homens e das 29 mulheres foram enviados para Estrasburgo para estudos. Em 1944, com a aproximação dos Aliados, havia preocupação entre os nazistas sobre a possibilidade dos corpos serem descobertos, já que, mantidos congelados, eles ainda não haviam sido descarnados. A primeira parte do processo era o de fazer moldes anatômicos dos corpos antes de reduzi-los a esqueletos. Quando os Aliados libertaram a Alsácia em 1945, encontraram na universidade 86 corpos de homens e mulheres dos quais em 70 faltavam o crânio.
Durante muitos anos as identidades destas 87 vítimas da macabra coleção permaneceram desconhecidas à exceção de um, Menachem Taffel (prisioneiro nº 107 969, tatuado no braço), um judeu polonês que vivia em Berlim,  graças aos esforços do caçadores de nazistas Serge e Beate Klarsfeld. Em 2003, o Dr. Hans-Joachim Lang, um professor alemão da Universidade de Tübigen, conseguiu a identificação de todos, comparando os números dos corpos encontrados em Estrasburgo com os números dos prisioneiros vacinados em Auschwitz.
Wolfram Sievers e Rudolf Brandt foram presos pelos Aliados após a guerra, julgados e condenados à morte no Julgamento dos Médicos em Nuremberg (1946/47). Os dois foram enforcados em 2 de junho de 1948 na prisão de Landsberg.